# Euplocamus triplatynta
Euplocamus triplatynta är en fjärilsart som beskrevs av Edward Meyrick 1934. Euplocamus triplatynta ingår i släktet Euplocamus och familjen äkta malar. Inga underarter finns listade i Catalogue of Life.